# Алаканук (Аляска)
Алаканук (англ. Alakanuk) — місто (англ. city) в США, в окрузі Кусілвак штату Аляска. Населення — 756 осіб (2020).

## Географія
Алаканук розташований за координатами 62°42′40″ пн. ш. 164°38′41″ зх. д. / 62.71111° пн. ш. 164.64472° зх. д. (62.711160, -164.644712).  За даними Бюро перепису населення США в 2010 році місто мало площу 102,49 км², з яких 76,49 км² — суходіл та 26,01 км² — водойми. В 2017 році площа становила 108,26 км², з яких 82,93 км² — суходіл та 25,33 км² — водойми.

## Демографія
Згідно з переписом 2010 року, у місті мешкало 677 осіб у 160 домогосподарствах у складі 136 родин. Густота населення становила 7 осіб/км².  Було 186 помешкань (2/км²).
Расовий склад населення:
| - 95,0 % — корінних американців - 2,1 % — білих - 0,4 % — азіатів |

До двох чи більше рас належало 2,5 %. Частка іспаномовних становила 0,0 % від усіх жителів.
За віковим діапазоном населення розподілялося таким чином: 44,2 % — особи молодші 18 років, 48,9 % — особи у віці 18—64 років, 6,9 % — особи у віці 65 років та старші. Медіана віку мешканця становила 21,1 року. На 100 осіб жіночої статі у місті припадало 102,7 чоловіків;  на 100 жінок у віці від 18 років та старших — 100,0 чоловіків також старших 18 років.
Середній дохід на одне домашнє господарство  становив 40 656 доларів США (медіана — 32 917), а середній дохід на одну сім'ю — 40 619 доларів (медіана — 32 031). Медіана доходів становила 38 125 доларів для чоловіків та 23 929 доларів для жінок. За межею бідності перебувало 44,6 % осіб, у тому числі 52,0 % дітей у віці до 18 років та 23,0 % осіб у віці 65 років та старших.
Цивільне працевлаштоване населення становило 172 особи. Основні галузі зайнятості: освіта, охорона здоров'я та соціальна допомога — 32,0 %, роздрібна торгівля — 26,2 %, публічна адміністрація — 17,4 %, будівництво — 10,5 %.